# New London (Carolina del Nord)
New London és una població dels Estats Units a l'estat de Carolina del Nord. Segons el cens del 2000 tenia 326 habitants.

## Demografia
Segons el cens del 2000, New London tenia 326 habitants, 131 habitatges i 94 famílies. La densitat de població era de 206,3 habitants per km².
Dels 131 habitatges en un 34,4% hi vivien nens de menys de 18 anys, en un 53,4% hi vivien parelles casades, en un 12,2% dones solteres, i en un 28,2% no eren unitats familiars. En el 25,2% dels habitatges hi vivien persones soles el 8,4% de les quals corresponia a persones de 65 anys o més que vivien soles. El nombre mitjà de persones vivint en cada habitatge era de 2,49 i el nombre mitjà de persones que vivien en cada família era de 2,9.
Per edats la població es repartia de la següent manera: un 26,7% tenia menys de 18 anys, un 8% entre 18 i 24, un 29,4% entre 25 i 44, un 24,2% de 45 a 60 i un 11,7% 65 anys o més.
L'edat mediana era de 36 anys. Per cada 100 dones de 18 o més anys hi havia 82,4 homes.
La renda mediana per habitatge era de 42.188 $ i la renda mediana per família de 51.429 $. Els homes tenien una renda mediana de 31.806 $ mentre que les dones 25.000 $. La renda per capita de la població era de 18.520 $. Entorn del 5,2% de les famílies i el 6,5% de la població estaven per davall del llindar de pobresa.

## Poblacions més properes
El següent diagrama mostra les poblacions més properes.